# Escut de Sant Martí Sesgueioles
L'escut oficial de Sant Martí Sesgueioles té el següent blasonament:
Escut caironat: de gules, un cavall d'argent. Per timbre una corona de comte.

## Història
Va ser aprovat el 14 de setembre del 2000 i publicat al DOGC el 27 d'octubre del mateix any amb el número 3254.
El cavall és el senyal tradicional d'aquesta localitat agrícola, i és l'atribut de sant Martí, patró del poble. La població, que es va desenvolupar entorn de l'església de Sant Martí al segle xiii, pertanyia als reis, i va esdevenir el centre d'un comtat, simbolitzat per la corona dalt de l'escut.